# Monte Carlo Masters 2005
Il Monte Carlo Masters 2005 è stato un torneo di tennis giocato sulla terra rossa. È stata la 98ª edizione del Monte Carlo Masters, che faceva parte della categoria ATP Masters Series nell'ambito dell'ATP Tour 2005. Si è giocato al Monte Carlo Country Club di Roquebrune-Cap-Martin in Francia vicino a Monte Carlo, dall'11 al 17 aprile 2005.

## Campioni

### Singolare
Rafael Nadal ha battuto in finale  Guillermo Coria con il punteggio di 6–3, 6–1, 0–6, 7–5.

### Doppio
Leander Paes /  Nenad Zimonjić hanno vinto in finale contro  Bob Bryan /  Mike Bryan per walkover.